# Tom der Nachtwächter
Tom der Nachtwächter ist ein US-amerikanischer Zeichentrick-Kurzfilm von William Hanna und Joseph Barbera aus dem Jahr 1945.

## Handlung
Bulldogge Spike versucht vergeblich zu schlafen, jagt doch im selben Zimmer Kater Tom die Maus Jerry. Spike droht Tom ihn bei lebendigen Leib zu häuten, sollte er weiterhin Lärm machen. Jerry nutzt seine Chance und wirft nun Glühlampen zu Boden, die Tom kurz vor dem Aufprall fangen kann, kippt die Wanduhr, die umzustürzen droht und hält Tom auf Trab. Der wiederum flößt Spike K.-o.-Tropfen ein. Jerrys Lärm bleibt nun ohne Folgen und die Jagd beginnt erneut.
Jerry versucht vergeblich, Spike zu wecken und platziert am Ende eine überdimensionale Dynamitstange unter ihm. Während Tom diese unter dem schlafenden Hund hervorziehen will, erwacht Spike. Tom überlegt es sich anders, um den Hund nicht zu reizen, und das Dynamit explodiert unter ihm. Halb gehäutet macht Spike nun Jagd auf Tom. Am Ende muss Tom mit zahlreichen Verbänden und einem blauen Auge ein Schaukelbett wiegen, in dem nicht nur Spike, sondern auch Jerry liegt.

## Produktion
Tom der Nachtwächter kam am 22. Dezember 1945 als Teil der MGM-Trickfilmserie Tom und Jerry in die Kinos.
Spike wird im Film von Billy Bletcher gesprochen, während William Hanna Tom seine Stimme leiht.

## Auszeichnungen
Tom der Nachtwächter gewann 1946 den Oscar in der Kategorie „Bester animierter Kurzfilm“.